# 1ste Maj-Toget
1ste Maj-Toget er en dansk dokumentarfilm fra 1906 instrueret af Peter Elfelt.

## Handling
Socialdemokratisk demonstrationsoptog. Frederik Borgbjerg (1866-1936) og Emil Wiinblad (1854-1935) m.fl. deltager i demonstrationen.